# Perdika
Perdika (grekiska: Πέρδικα; albanska: Arpicë) är en by med 2 272 invånare (2001) i Thesprotia, Epirus, Grekland. Sedan den lokala regeringsreformen 2011 är Perdika en del av kommunen Igoumenitsa som det är en kommunal enhet.